# О’Рейли, Александр
Александр О’Рейли известный, как Алехандро О’Рейли (англ. Alexander O’Reilly, исп. Alejandro O’Reilly; 24 октября 1723, Мит, Ирландия — 23 марта 1794, Бонете, Испания) — 1-й граф О’Рейли, испанский политический, государственный и военный деятель, губернатор испанской колонии Луизиана (1769), военный реформатор, генерал-капитан, генеральный инспектор пехоты Испанской империи второй половины XVIII века.

## Биография
Ирландского происхождения. Внук полковника армии короля Якова II, чьи драгуны принимали участие в осаде Дерри.
Как и многие наёмники его поколения, О’Рейли покинул Ирландию, чтобы служить в иностранных католических армиях. Присоединился к испанским войскам, сражавшимся в Италии против австрийцев. Присягнул на верность Испании и дослужился до звания бригадного генерала.
Служил адъютантом и заместителем командира подразделения в Гаване (Куба). Находясь там участвовал в возвращении города от британских войск, захвативших Гавану во время Семилетней войны. Проанализировав причины сдачи Гаваны, рекомендовал радикальные реформы для улучшения укреплений, обучения, практики и организации войск, которые были быстро одобрены испанскими властями. В соответствии с рекомендациями О’Рейли началось строительство стратегической крепости Сан-Карлос-де-ла-Кабанья на восточном берегу при входе в гавань Гаваны. На момент окончания строительства (1774 год) крепость стала крупнейшим колониальным военным сооружением в Новом свете.
В 1765 году король Карлос III отправил О’Рейли в Пуэрто-Рико, чтобы оценить состояние обороны этой колонии. О’Рейли, известный сегодня как «отец пуэрториканского ополчения», провёл полную перепись населения острова и рекомендовал многочисленные реформы, в том числе введение строгой воинской дисциплины среди местных войск. Некоторые из рекомендаций О’Рейли привели к масштабной 20-летней программе строительства крепости Эль-Морро, которая теперь является объектом Всемирного наследия.
В апреле 1769 года был назначен губернатором и генерал-капитаном колониальной Луизианы. Участвовал в подавлении Луизианского восстания 1768 года. Вернувшись в Испанию после октября 1770 года, О’Рейли занялся организацией шести новых полков в ходе подготовки к новой войне между Испанией и Великобританией.
В 1775 году командовал Алжирской экспедицией в ходе Испано-алжирской войны (1775—1785). Позже служил генерал-капитаном на юге Испании.
Его племянник Хуан Маккенна — видный деятель чилийской войны за независимость.